# Occidozyga
Az Occidozyga a kétéltűek (Amphibia) osztályába, a békák (Anura) rendjébe és a  Dicroglossidae családjába tartozó nem.

## Elterjedése
A nembe tartozó fajok délkelet-Ázsiában, Indiában, Kína déli részén valamint Java honosak.

## Rendszerezés
A nembe az alábbi fajok tartoznak:
- Occidozyga baluensis (Boulenger, 1896)
- Occidozyga celebensis Smith, 1927
- Occidozyga diminutiva (Taylor, 1922)
- Occidozyga floresiana Mertens, 1927
- Occidozyga laevis (Günther, 1858)
- Occidozyga lima (Gravenhorst, 1829)
- Occidozyga magnapustulosa (Taylor & Elbel, 1958)
- Occidozyga martensii (Peters, 1867)
- Occidozyga semipalmata Smith, 1927
- Occidozyga sumatrana (Peters, 1877)
- Occidozyga tompotika Iskandar, Arifin & Rachmanasah, 2011